# Martin Anger (Schriftsteller)
Martin Anger (Pseudonym Joachim Förster; * 18. Januar 1914 in Augustusburg; † 2. November 1990 in Celle) war ein deutscher Schriftsteller und Oberamtsrat in Hannover.

## Leben
Der 1914 im Erzgebirge geborene Martin Anger wirkte als Stadtamtmann in der niedersächsischen Landeshauptstadt. Er verfasste unter anderem Erzählungen, Kurzgeschichten, Hörspiele und Jugendbücher.

## Werke (Auswahl)
- Hans von Gösseln, Martin Anger: 75 Jahre Verkehrsverein Hannover. 1883–1958, Hannover: Amt ür Wirtschafts- und Verkehrsförderung, 1958; Inhaltsverzeichnis
- Das grosse Wilhelm-Busch-Buch. Die bekanntesten und schönsten Bildergeschichten / Wilhelm Busch., Hannover: Neuer Jugendschriften-Verlag, 1959
- Wild-West. Das grosse Buch der Abenteuer, in freier Bearbeitung zusammengestellt, mit Textzeichnungen von Jochen Vaberg, Hannover: Neuer Jugendschriften-Verlag, 1960
  - Hannover: Weichert, [1961]
  - (= Karo-Buch), Hannover: Neuer Jugendschriften-Verlag, 1978, ISBN 978-3-483-01333-0 und ISBN 3-483-01333-4
- Ferienlandschaften rund um Hannover. Ausstellung in der Kassenhalle, Hannover: Sparkasse der Hauptstadt, [um 1960]
- Der Retter der Okanees. Die kühne Tat eines weissen Mannes / Charles Sealsfield. In freier Bearbeitung von Martin Anger. Textzeichnungen: Jochen Vaberg, Hannover: Neuer Jugendschriften-Verlag, 1961
- Kampf um die Silbermine. Erzählung aus der Pionierzeit des amerikanischen Westens / Francis Bret Harte. In freier Bearb. von Martin Anger. Textzeichnungen: Jochen Vaberg, Hannover: Neuer Jugendschriften-Verlag, 1961
- Die Meuterer der Bounty. Eine dramatische Verkettung von schicksalhaften Ereignissen, mit Textillustrationen von wak, Hannover: Neuer Jugendschriften-Verlag, 1962
- Auf den Spuren Winnetous. Spannende Indianer-Erzählungen, mit Illustrationen von Walter Kellermann, Hannover: Neuer Jugendschriften-Verlag, 1965
  - Hannover: Weichert, 1966
- Martin Anger (Red.): Musik und Theater in Herrenhausen. Gesamtprogramm Sommer 1966. In Zusammenarbeit mit dem Kulturamt der Landeshauptstadt Hannover herausgegeben, Velber bei Hannover: E. Friedrich, 1966
- Ulrike und Simone. 2 ungleiche Schwestern / Käthe Theuermeister, bearbeitet von Martin Anger. Textzeichnungen von E. Remmers, Hannover: Neuer Jugendschriften-Verlag, 1966
- Das Kaperschiff der Gelbjacken. Eine spannende Geschichte aus der Gründungszeit Australiens / Charles Nowcraft. In freier Bearbeitung von Martin Anger. Mit Textzeichnungen von Jochen Vaberg (= Karobuch), Hannover: Neuer Jugendschriften-Verlag, 1971
- Der Backenzahn des Tigers. 33 Kurzgeschichten, mit Illustrationen von Elke Mühlenbein, Köln: Point-Press-Verlag, 1977
- Hermann Löns. Schicksal und Werk aus heutiger Sicht, Kürten: Point-Press-Verlag, 1978, ISBN 978-3-921890-00-4
  - Braunschweig: Holtzmeyer, 1986, ISBN 978-3-923722-20-4 und ISBN 3-923722-20-6; Inhaltsverzeichnis
- Lyrik und Prosa vom Hohen Ufer, Hannover: Moorburg-Verlag
  - Band 1, Hannover 1979, ISBN 978-3-921814-31-4 und ISBN 3-921814-31-6
  - Band 3, Hannover 1984, ISBN 978-3-921814-82-6 und ISBN 3-921814-82-0; Inhaltsverzeichnis
- Francis Drake. Pirat im Dienste seiner Königin (= Weichert-Bücher), Hannover: Weichert, 1980, ISBN 978-3-483-01298-2
- Ganz prosaisch. Anthologie. Deutscher Autoren-Verband, Hannover: Moorburg-Verlag, 1981, ISBN 978-3-921814-45-1 und ISBN 3-921814-45-6
- Über den Umgang mit Kurschatten. Ein heiteres Bade-Brevier, Zürich: Sanssouci-Verlag, circa 1982, ISBN 978-3-7254-0359-2 und ISBN 3-7254-0359-7
- Dschingis Khan, Hannover: Weichert, 1983, ISBN 978-3-483-01449-8 und ISBN 3-483-01449-7
- Die Chronik. Kirchrode in Wort und Bild, 1. Auflage, Hannover: TT-Verlag, circa 1983
- Hannöversches. Hermann Löns. Ausgewertet und kommentiert von Martin Anger und Fritz Klein, Hannover: Landbuch-Verlag, 1983, ISBN 978-3-7842-0281-5 und ISBN 3-7842-0281-0
- Karl Baedeker (Text), Martin Anger (Bearb.): Hannover. Stadtführer, 3. Auflage, Freiburg im Breisgau: Baedeker, 1983, ISBN 978-3-87954-058-7 und ISBN 3-87954-058-6; Inhaltsverzeichnis
- Ernst-Wilhelm Bussmann, Martin Anger, Heino Petersen: Hermann Löns. Der Dichter der Lüneburger Heide. Eine kurze Biographie und Würdigung. Mit einer Vorstellung des „Heidemuseums Walsrode“, einer Beschreibung des „Hofes der Heidmark“ in Fallingbostel und der „7 Steinhäuser“ bei Ostenholz, Walsrode: Verband der Hermann-Löns-Kreise in Deutschland und Österreich, 1984
- Hannover. Von Volkhard Hofer. Mit Texten von Martin Anger und einer Einleitung von August-Friedrich Teschemacher, Hameln; Hannover: Sponholtz Verlag, 1984, ISBN 978-3-87766-056-0 und ISBN 3-87766-056-8
- Wortfelder. Eine Anthologie des Deutschen Autoren-Verbands (= Reihe Manuskripte, Band 116), Hannoversch Münden: Gauke, 1986, ISBN 978-3-87998-926-3 und ISBN 3-87998-926-5